# Chittagong
För andra betydelser, se Chittagong (olika betydelser).

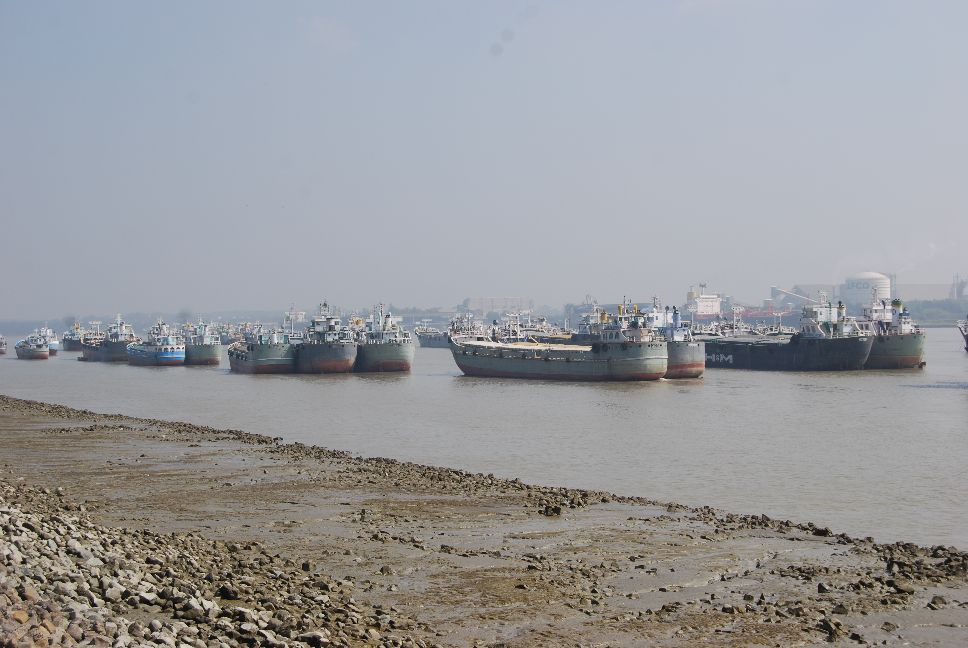
Chittagong är Bangladeshs viktigaste hamnstad.

Chittagong (bengali চট্টগ্রাম, Chôţţogram) är den näst största staden i Bangladesh och är belägen vid Karnaphuliflodens utflöde vid Bengaliska bukten. Den är landets viktigaste hamnstad och den administrativa huvudorten för provinsen med samma namn som staden. Folkmängden uppgick till 2 581 643 invånare vid folkräkningen 2011, medan hela storstadsområdet beräknades ha 4 446 675 invånare 2014. Staden är historiskt belagd sedan åtminstone 600-talet.

## Historia
Chittagong har varit en hamnstad sedan antiken, känd för medelhavsvärlden sedan tidig medeltid. Den naturliga hamnen kallades ”Porta Grande” av venediska och portugisiska sjöfarare och beskrevs av João de Barros som den rikaste och mest berömda staden i Sultanatet Bengalen. Sultanen gav Portugal 1528 tillstånd att upprätta en koloni i staden. På 1500-talet besöktes staden regelbundet av portugisiska skepp på väg till eller från Malacka. År 1666 ockuperades Chittagong av Mogulriket och 1760 styrdes hamnen av Brittiska Ostindiska Kompaniet.

### Historiska vittnesmål om Chittagong (urval)
- 600-talet – Xuanzang, kinesisk buddhistmunk
- 1154 – Muhammad al-Idrisi, muslimsk geograf
- 1345 – Ibn Battuta, muslimsk upptäcktsresande, besök
- 1430-talet – Niccolò de' Conti, italiensk upptäcktsresande, besök
- 1422 – Zheng He, kinesisk amiral, besök
- 1502 – Vasco da Gama, portugisisk upptäcktsresande, besök

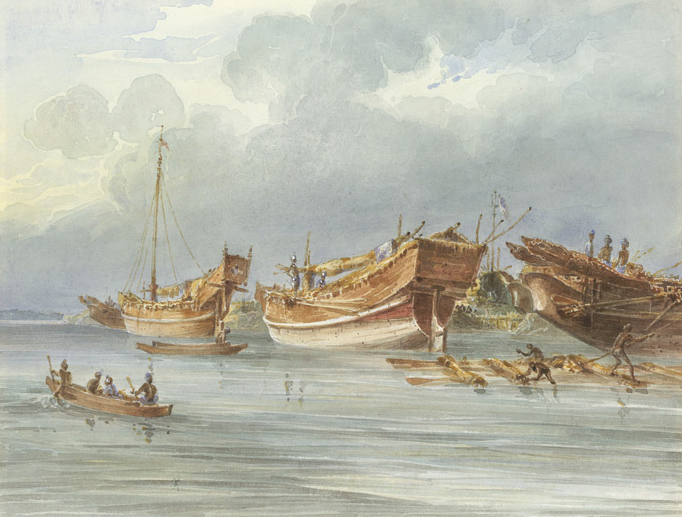
Fartyg i Chittagong, 1820-talet.
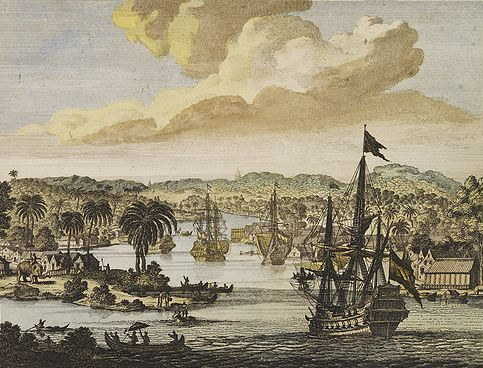
Fartyg från Nederländska Ostindiska Kompaniet i Chittagong.